# Agricultura del palo incendiario

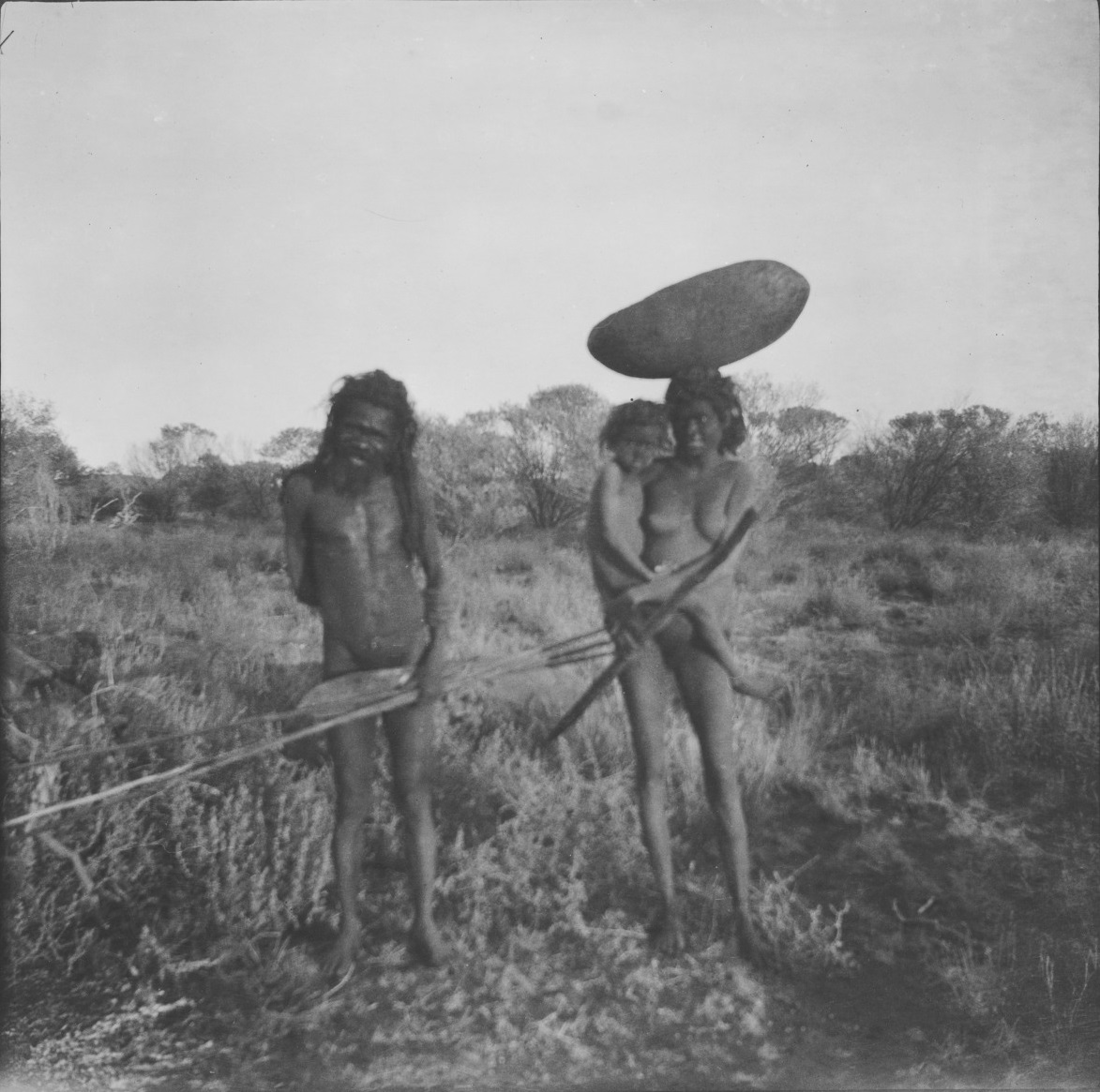
Aborígenes australianos (1903)

La Agricultura del palo incendiario (del inglés fire-stick farming) era una técnica propia de los aborígenes australianos para quemar áreas forestales (bush) y utilizar el suelo para la recolección o para facilitar la caza. A modo de antorcha, utilizaban palos ardientes para quemar la maleza. A largo plazo, tuvo consecuencias desastrosas para la ecología australiana; las selvas tropicales quedaron reducidas a pequeñas áreas de la Gran Cordillera Divisoria, dando paso a grandes sabanas. Esto ocurre porque el territorio se regenera con las plantas que más rápidamente consiguen adaptarse al suelo. 
Los incendios (intencionados o naturales) han ayudado en gran medida a la rápida expansión de los eucaliptos, que en los últimos treinta mil años ha pasado a dominar casi todo el paisaje forestal de Australia. Otras plantas que también salieron beneficiadas son las acacias y las banksias, que junto con los eucaliptos pudieron adaptarse al nuevo entorno por sus hojas duras que evitan la evaporación del agua durante la fotosíntesis y por las raíces lignotuberculares que poseen. A su vez, esta substitución de la flora australiana dio paso a una inestabilidad en la cadena trófica: aumentó la población de los especies de herbívoros como el canguro y la casi extinción de aves como el casuario. Una teoría sobre el por qué de la extinción de la megafauna australiana culpa a la agricultura del palo incendiario practicada durante miles de años.

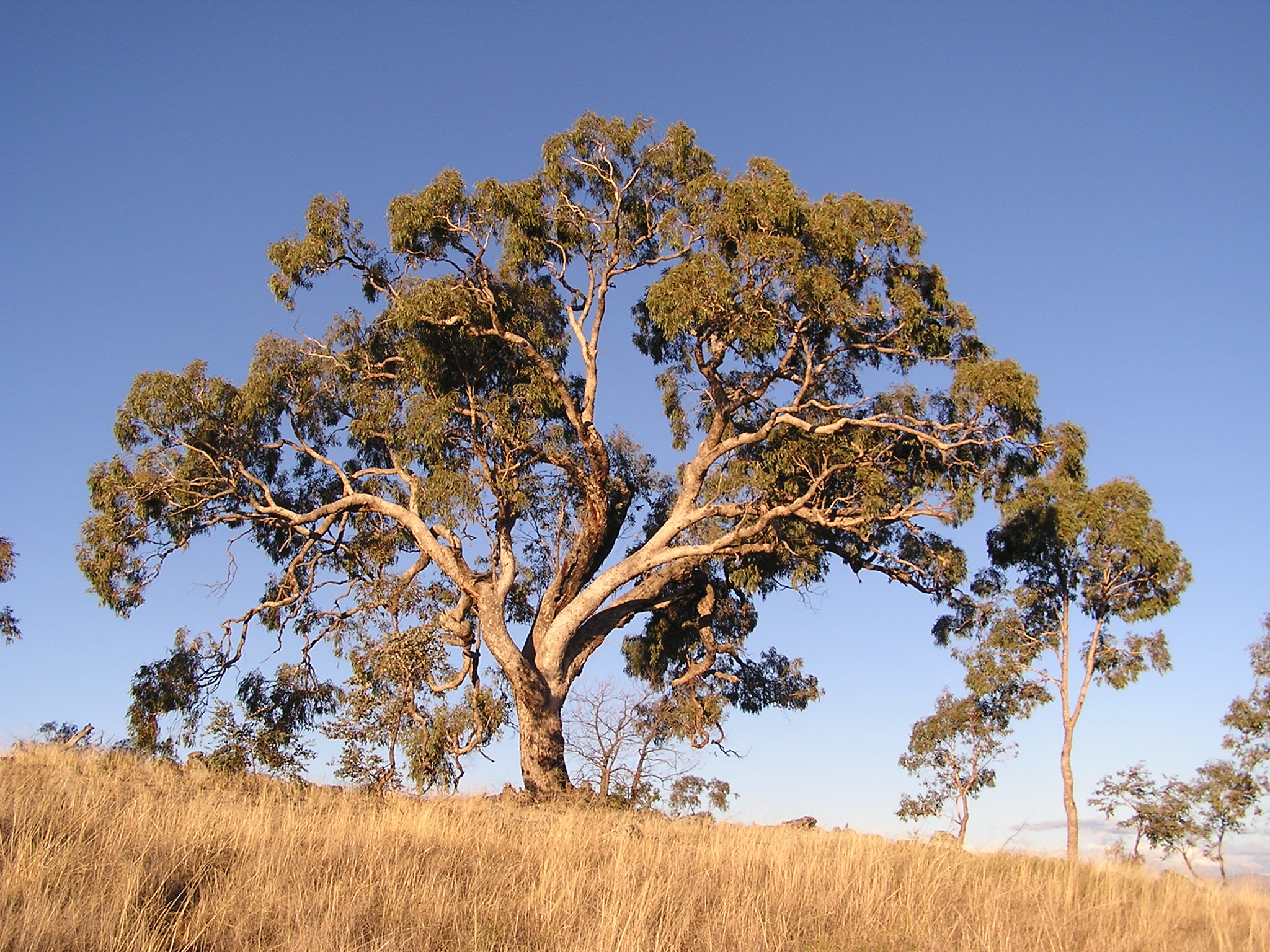
Pradera con Eucalyptus bridgesiana en Canberra.

En los bosques esclerófilos resultantes, la agricultura del palo incendiario mantuvo dosel forestal abierto, lo que propició la aparición de sotobosque (matorrales, arbustos...) que a su vez permitieron el incremento de número de herbívoros y marsupiales.
Los aborígenes utilizaban esta técnica para obtener alimentos. Cazaban herbívoros y recolectaban frutos de los nuevos arbustos, como por ejemplo patatas (Ipomea costata). No obstante, la gran mayoría de hectáreas quemadas en Australia durante el Holoceno son de causa natural (temperaturas, sequía,...). La colonización europea provocó cambios más sustanciales en el paisaje natural del continente, llegando a talar hasta el 70% de las selvas tropicales.
El término agricultura del palo incendiario fue acuñado por el arqueólogo galés Rhys Jones (1941-2001) en 1969. 